# Sompolińska Kolej Dojazdowa
Sompolińska Kolej Dojazdowa – wąskotorowa kolej dojazdowa z siedzibą w Sompolnie, powstała w 1991 roku po podzieleniu Kujawskich Kolei Dojazdowych. Przewozy planowe zawieszono w 2001 roku w związku z likwidacją przez Polskie Koleje Państwowe sekcji Kolei Dojazdowych. Torowiska Sompolińskiej KD zostały przejęte przez sąsiednie kolejki – Gnieźnieńską i Krośniewicką. Tabor natomiast został zezłomowany lub przekazany ocalałym kolejom wąskotorowym.

## Historia
Pierwsze torowiska późniejszej Sompolińskiej Kolei Dojazdowej powstały na przełomie 1911 i 1912 roku. Połączyły one Anastazewo z Gosławicami oraz Wilczynem. Zostały one wybudowane za sprawą włodarzy cukrowni w Gosławicach, a ich zadaniem było umożliwienie transportu buraków cukrowych.
W czasie I wojny światowej wojsko niemieckie rozbudowało kolejkę, przedłużając ją m.in. do Konina czy łącząc Sompolno z Kołem. Po zakończeniu działań wojennych kontynuowano budowę, łącząc Sompolno z Anastazewem. W czasie II wojny światowej kolejka wykorzystywana była przez Niemców do transportu zaopatrzenia. Po wojnie przekuto wszystkie tory na szerokość 750 mm i sieć kolejki wąskotorowej z obszaru Kujaw i Wielkopolski scalono w jeden organ – Kujawskie Koleje Dojazdowe.
Na przełomie 1991/1992 roku z Kujawskich Kolei Dojazdowych wyodrębniono trzy samodzielne KD: Gnieźnieńską, Krośniewicką i Sompolińską.
W 1999 roku Dyrekcja Kolei Dojazdowych w Warszawie przydzieliła Sompolińską KD do Poznańskiego Wydziału Kolei Dojazdowych. Na początku 2000 roku, po zmianie prezesa Dyrekcji Kolei Dojazdowych, rozpoczęto przygotowania do likwidacji wszystkich sekcji KD. W okresie do kwietnia do grudnia 2001 roku zwolniono większość pracowników kolei. Proces ten nie ominął także Sompolińskiej KD, która z końcem 2001 roku zawiesiła wszelkie pociągi planowe.

## Linie kolejowe
W 1991 roku pod zarząd Sompolińskiej Kolei Dojazdowej oddano 7 linii kolejowych o prześwicie 750 mm i łącznej długości ok. 110 kilometrów. Po jej zamknięciu w 2001 roku, linie: Anastazewo – Złotków, Złotków – Biskupie Konińskie, Biskupie Konińskie – Sompolno, Sompolno – Przystronie oraz Sławoszewek – Wilczyn przejęła Gnieźnieńska KD, a odcinki Przystronie – Boniewo, Przystronie – Koło Miasto i Koło Miasto – Koło Wąskotorowe – Krośniewicka KD. W związku ze spadkiem przewozów, linie te od 2001 roku są sukcesywnie demontowane.
| Schemat torowisk Sompolińskiej Kolei Dojazdowej |
| ----------------------------------------------- |
|                                                 |

| Linia                                  | Długość | Lata budowy | Liczba stacji/przystanków | Lata likwidacji | Stan obecny                                                       | Źródło |
| -------------------------------------- | ------- | --- | ------------------------- | --- | ----------------------------------------------------------------- | ------ |
| Anastazewo – Konin Wąskotorowy         | 38 km   | 1912: Anastazewo – Gosławice Wąskotorowe 1915: Gosławice Wąsk. – Konin Czarków 1921: Konin Czarków – Konin Wąskotorowy | 16 (5/11)                 | 1966: Jabłonka Słupecka – Konin Wąskotorowy 1989/1990: Złotków – Jabłonka Słupecka 2005: Nieborzyn – Złotków po 2007: Anastazewo – Nieborzyn | przejęta przez Gnieźnieńską KD zlikwidowana                       | [ 6 ]  |
| Cegielnia – Sompolno                   | 24 km   | 1912: Cegielnia – Biskupie Konińskie 1920: Biskupie Konińskie – Sompolno                                               | 7 (3/4)                   | ok. 1988: Cegielnia – Biskupie Konińskie 2012: Biskupie Konińskie – Sompolno                                                                 | przejęta przez Gnieźnieńską KD zlikwidowana                       | [ 7 ]  |
| Koło Miasto – Koło Wąskotorowe         | 1 km    | ok. 1917 | 2 (2/0)                   | 2013: Koło Miasto – Koło Wąskotorowe | przejęta przez Krośniewicką KD zlikwidowana                       | [ 8 ]  |
| Jabłonka Słupecka – Wilczyn            | 21 km   | 1912 | 11 (3/8)                  | 1989/1990: Jabłonka Słupecka – Sławoszewek 2012: Sławoszewek – Wilczyn                                                                       | przejęta przez Gnieźnieńską KD zlikwidowana                       | [ 9 ]  |
| Przystronie – Boniewo                  | 26 km   | 1915 | 8 (3/5)                   | 2007: Mchowo – Przystronie 2014: Smólsk – Jerzmanowo                                                                                         | przejęta przez Krośniewicką KD częściowo rozebrana, nieprzejezdna | [ 10 ] |
| Sompolno – Dąbie Kujawskie (nad Nerem) | 45 km   | 1914 | 18 (4/14)                 | 1986: Koło Miasto – Dąbie Kujawskie 2007: Sompolno – Przystronie 2013: Przystronie – Koło Wąskotorowe                                        | przejęta przez Gnieźnieńską i Krośniewicką KD zlikwidowana        | [ 11 ] |
| Złotków – Biskupie Konińskie           | 10 km   | 1985 | 3 (1/2)                   | 2013: Złotków – Biskupie Konińskie | przejęta przez Gnieźnieńską KD zlikwidowana                       | [ 12 ] |

## Tabor
Parowozy, lokomotywy spalinowe i wagony osobowe użytkowane na liniach Sompolińskiej Kolei Dojazdowej od 1991 roku. Trzonem floty były lokomotywy Lxd2 napędzane silnikami Diesla.
| Lokomotywy spalinowe | Lokomotywy spalinowe | Lokomotywy spalinowe | Lokomotywy spalinowe           |
| Oznaczenie           | Rok produkcji        | Lata stacjonowania   | Stan/obecny właściciel         |
| -------------------- | -------------------- | -------------------- | ------------------------------ |
| Lxd2-246             | 1985                 | 1991-2002            | zezłomowana                    |
| Lxd2-252             | 1983                 | 1991-1992            | Krośniewicka Kolej Dojazdowa   |
| Lxd2-254             | 1983                 | 1991-2001            | zezłomowana                    |
| Lxd2-259             | 1983                 | 1991-2005            | zezłomowana                    |
| Lxd2-261             | 1982                 | 1991-2001            | zezłomowana                    |
| Lxd2-262             | 1982                 | 1991-1992            | Krośniewicka Kolej Dojazdowa   |
| Lxd2-305             | 1973                 | 1991-1992            | zezłomowana                    |
| Lxd2-318             | 1976                 | 1991-1999            | Krośniewicka Kolej Dojazdowa   |
| Lxd2-327             | 1978                 | 1991-2002            | zezłomowana                    |
| Lxd2-329             | 1978                 | 1991-2005            | zezłomowana                    |
| Lxd2-330             | 1980                 | 1991-2003            | zezłomowana                    |
| Lxd2-331             | 1980                 | 1991-1995            | sprzedana do Czech             |
| Lxd2-342             | 1982                 | 1991-2005            | Sochaczewska Kolej Muzealna    |
| Lxd2-343             | 1982                 | 1991-2002            | Gnieźnieńska Kolej Wąskotorowa |
| Lxd2-344             | 1982                 | 1991-2003            | Gnieźnieńska Kolej Wąskotorowa |
| Lokomotywy parowe    |                      |                      |                                |
| Oznaczenie           | Rok produkcji        | Lata stacjonowania   | Stan/obecny właściciel         |
| Px48-1907            | 1955                 | 1991-2002            | Krośnicka Kolejka Parkowa      |
| Wagony osobowe       |                      |                      |                                |
| Oznaczenie           | Rok produkcji        | Lata stacjonowania   | Stan/obecny właściciel         |
| Bxhpi (A208P) 111-4  | 1986                 | 1991-2001; 2001-2002 | Gnieźnieńska Kolej Wąskotorowa |
| Bxhpi 114-8          | 1986                 | 1991-2000            | Żuławska Kolej Dojazdowa       |
| Bxhpi 120-5          | 1986                 | 1991-2001; 2001-2002 | Gnieźnieńska Kolej Wąskotorowa |